# Джосс, Джонатан
Джонатан Джосс (англ. Jonathan Joss; 22 декабря 1965, Сан-Антонио — 1 июня 2025, Сан-Антонио) — американский актёр кино, телевидения и озвучивания. Наиболее известен зрителю озвучиванием Джона Красного Початка в мультсериале «Царь горы» (1997—2009).

## Биография
Джонатан Джосс родился 22 декабря 1965 года в Сан-Антонио (штат Техас, США). По происхождению наполовину команч, наполовину апач. Окончил старшую школу МакКоллам, затем поступил в Университет штата Техас, но не окончил его. Отучился в Колледже Сан-Антонио, после окончил Университет Владычицы озера по специальности «Театральное и ораторское искусство».
В 1994 году Джосс начал сниматься в кино и на телевидении, с 1997 года — озвучивать мультфильмы, мультсериалы и компьютерные игры. В большинстве случаев актёр играл индейцев. Также являлся музыкантом, играл в малоизвестной альтернатив-блюз-группе «Красный Початок».
По состоянию на август 2009 года, мать Джосса была жива, отец «недавно умер», а сам актёр «встречался с женщиной из Сан-Антонио».
Джонатан Джосс был застрелен во время ссоры с соседом 1 июня 2025 года в Сан-Антонио.

## Избранная фильмография

### Широкий экран
Кроме озвучивания
- 1994 — 8 секунд[англ.] / 8 Seconds — Дель Рио, медик
- 1998 — Почти герои / Almost Heroes — Бент Туиг
- 2001 — Рождество в облаках[англ.] / Christmas in the Clouds — Фил
- 2004 — Каникулы Джонсонов[англ.] / Johnson Family Vacation — ведущий в казино
- 2010 — Железная хватка / True Grit — осуждённый индеец
- 2016 — Великолепная семёрка / The Magnificent Seven — Денали

### Телевидение
Кроме озвучивания
- 1994 — Запасная жена / The Substitute Wife — Чёрный Олень
- 1994 — Без согласия[англ.] / Without Consent — сопровождающий
- 1994, 1997 — Крутой Уокер: Правосудие по-техасски / Walker, Texas Ranger — Реймонд Файруокер / Эдди (в 6 эпизодах)
- 1996 — Прогулка мертвеца / Dead Man’s Walk — Брыкающийся Волк (в 3 эпизодах)
- 2003 — Зачарованные / Charmed — жестокий демон (в эпизоде Baby’s First Demon)
- 2004 — Скорая помощь / ER — Берт (в эпизоде Time of Death)
- 2005 — На Запад / Into the West — Уовока (в эпизоде Ghost Dance)
- 2008 — Луна команчей / Comanche Moon — Брыкающийся Волк (в 2 эпизодах)
- 2008 — В простом виде[англ.] / In Plain Sight — Джозеф Паркер (в эпизоде Pilot[англ.])
- 2010 — Огни ночной пятницы / Friday Night Lights — Оуни (в эпизоде Kingdom[англ.])
- 2011, 2013, 2015 — Парки и зоны отдыха / Parks and Recreation — Кен Хотейт (в 5 эпизодах)
- 2014 — Лига[англ.] / The League — Такода (в эпизоде Man Land[англ.])
- 2014 — Манхэттенская история любви / Manhattan Love Story — водитель (в эпизоде Happy Thanksmas)
- 2015 — Посланники / The Messengers — мистер Мейсон Дакота (в эпизоде Eye in the Sky)
- 2016 — Рэй Донован / Ray Donovan — Луи (в 3 эпизодах[англ.])

### Озвучивание
Мультфильмы и мультсериалы
- 1997—2009 — Царь горы / King of the Hill — Джон Красный Початок[англ.] (в 34 эпизодах)
- 1998 — Покахонтас 2: Путешествие в Новый Свет / Pocahontas II: Journey to a New World — второстепенные персонажи
- 1999 — Дикая семейка Торнберри / The Wild Thornberrys — Улупи / белые медведи (в эпизоде Polar Opposites[англ.])
- 2005 — Лига Справедливости: Без границ / Justice League Unlimited — Охийеса «Поу Уоу» Смит, шериф (в эпизоде The Once and Future Thing, Part One: Weird Western Tales)

Игры
- 1996 — The Elk Moon Murder[англ.] — Реймонд Волкодав
- 1997 — Santa Fe Mysteries: Sacred Ground[англ.] — Ричард Белое Перо
- 2010 — Red Dead Redemption — местные жители
- 2016 — The Walking Dead: Michonne — Джон
- 2019 — Days Gone — Алькаи Тёрнер